# Butterup Kirke
Butterup Kirke er en kirke i Butterup Sogn i Holbæk Kommune.

## Eksterne kilder og henvisninger
- Butterup Kirke i bogværket Danmarks Kirker (udg. af Nationalmuseet)
- Slægtstavler for Alexander Papenheim og Regitze Grubbe
- Butterup Kirke hos KortTilKirken.dk